# Saint-Martin-des-Combes
Saint-Martin-des-Combes ist eine französische Gemeinde mit 203 Einwohnern (Stand 1. Januar 2022) im Département Dordogne in der Region Nouvelle-Aquitaine (vor 2016: Aquitanien). Die Gemeinde gehört zum Arrondissement Périgueux (bis 2016: Bergerac) und zum Kanton Périgord Central.
Der Name in der okzitanischen Sprache lautet Sent Martin dei Combas und leitet sich vom heiligen Martin von Tours ab. Das okzitanische „Combas“ bedeutet „Schluchten“ oder „Täler“.
Die Einwohner werden Martinet Combois genannt.

## Geographie
Saint-Martin-des-Combes liegt ca. 27 km südwestlich von Périgueux und ca. 16 km nordöstlich von Bergerac in dessen Einzugsbereich (Aire urbaine) im Gebiet Landais der historischen Provinz Périgord.
Umgeben wird Saint-Martin-des-Combes von den sieben Nachbargemeinden:
| Douville   | Montagnac-la-Crempse Beauregard-et-Bassac   | Fouleix                |
| Campsegret | Kompassrose, die auf Nachbargemeinden zeigt |                        |
|            | Saint-Georges-de-Montclard                  | Clermont-de-Beauregard |

Saint-Martin-des-Combes liegt im Einzugsgebiet des Flusses Dordogne.
Der Caudeau, ein rechter Nebenfluss der Dordogne, durchquert das Gebiet der Gemeinde zusammen mit seinen Zuflüssen, die in Saint-Martin-des-Combes entspringen,
- dem Ruisseau Les Carbonnières und
- dem Saint-Martin mit seinem Nebenfluss,
  - dem Cousin.[4]

## Einwohnerentwicklung

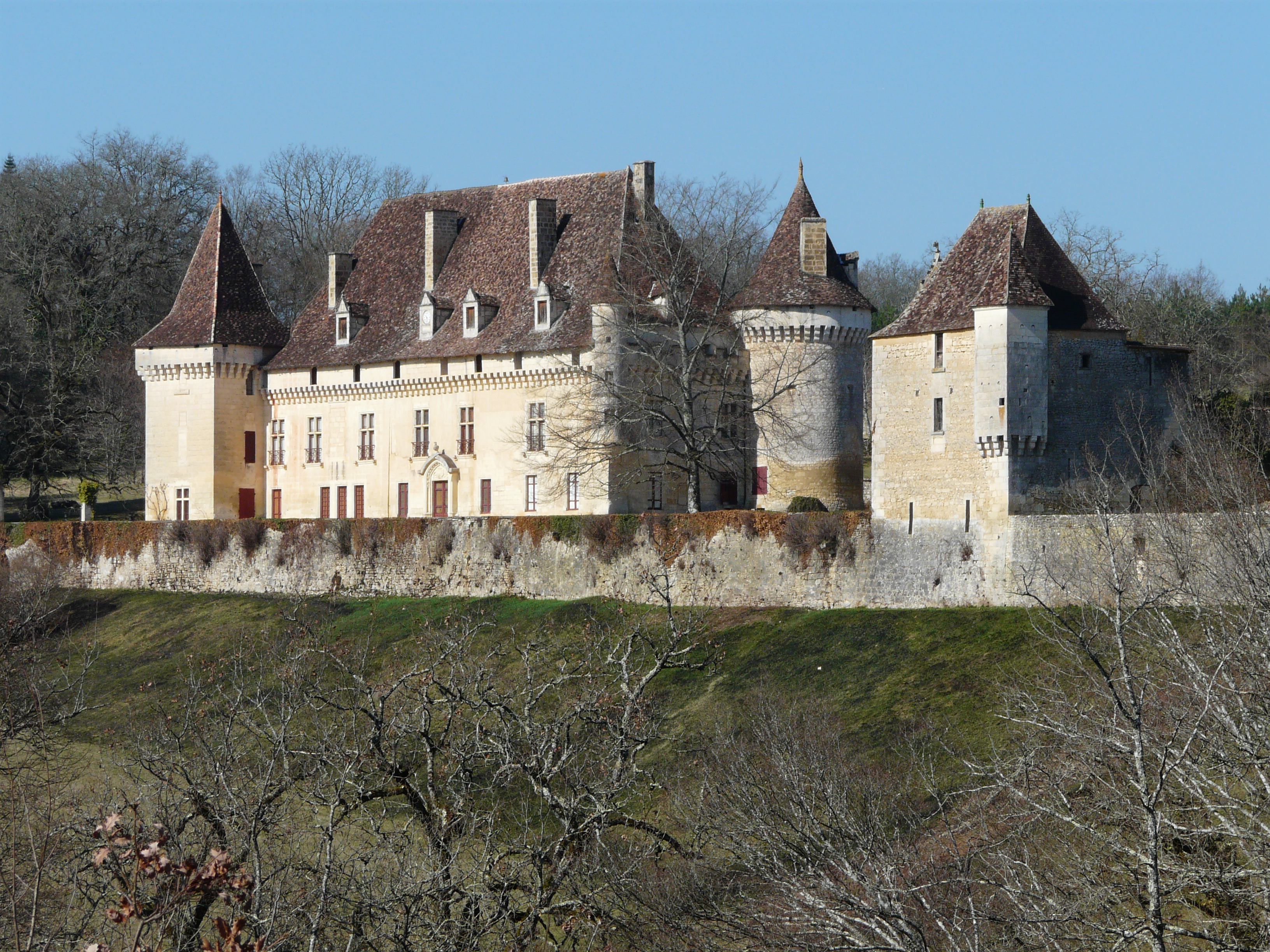
Schloss La Gaubertie

Nach Beginn der Aufzeichnungen stieg die Einwohnerzahl in der Mitte des 19. Jahrhunderts auf einen Höchststand von rund 625. In der Folgezeit sank die Größe der Gemeinde bei kurzen Erholungsphasen bis zu den 1970er Jahren auf rund 130 Einwohner, bevor sich eine Phase moderatem Wachstums einstellte. Seit der Jahrtausendwende hat sich die Größe der Gemeinde auf ein Niveau von rund 190 Einwohnern stabilisiert.
| Jahr      | 1962 | 1968 | 1975 | 1982 | 1990 | 1999 | 2006 | 2011 | 2022 |
| --------- | ---- | ---- | ---- | ---- | ---- | ---- | ---- | ---- | ---- |
| Einwohner | 197  | 150  | 132  | 134  | 151  | 180  | 193  | 188  | 203  |

## Sehenswürdigkeiten
- Pfarrkirche Saint-Martin aus dem 12. Jahrhundert
- Schloss La Gaubertie aus dem 15. Jahrhundert, teilweise als Monument historique eingeschrieben
- Schloss Les Mondis aus dem 18. Jahrhundert
- Schloss La Roque aus dem 18. Jahrhundert
- Herrenhaus Le Mourrier aus dem 15. Jahrhundert

## Wirtschaft und Infrastruktur

### Verkehr
Saint-Martin-des-Combes ist erreichbar über die Routes départementales 21 und 39. Die Route nationale 21, die hier die Verkehrsachse Périgueux–Bergerac bildet, führt westlich am Gebiet der Gemeinde vorbei.